# Gussjötjärnen, Medelpad
Gussjötjärnen är en sjö i Sundsvalls kommun i Medelpad och ingår i Indalsälvens huvudavrinningsområde.